# Мирза Мухаммад I (хан Баку)
Мирза Мухаммад-хан I (азерб. Mirzə Məhəmməd xan Dərgahqulu xan oğlu; 1727—1768) — основатель и первый хан Бакинского ханства.

## Предки
Прадед Махаммадхусейн бек и дед Хейбет бек прибыли из Ирана в Баку в 1592 году и занимали различные командные должности. Его отец Даргахкулу бек был помещиком в Маштаге, который захватил город и убил султана, назначенного Сефевидами, затем стал называть себя ханом, назначив Селим-хана наибом Абшерона. Разбив объединённые силы Сурхай-хана из Казикумуха и Хаджи Давуда из Ширвана распространил своё правление на Шабран и Гобустан. Он сдал замок Михаилу Матюшкину с 700 воинами в 1723 году и был признан Российской Империей местным правителем.

## Биография
Мирза Мухаммад I  родился в 1727 году в Баку. Его отец правил до 1731 года. Однако он был обвинён в государственной измене и освобожден от должности в неизвестном году. Вернувшись к Надир-шаху он был убит в 1738 году в бою. После Гянджинского мирного договора Надир-шах назначил некоего Галема из Гиляна султаном Баку, а также наградил Ашур-хана Афшара землями на Апшеронском полуострове, включая Сабунчу, Кешлу и Забрат. Его внук, сын Малика Мухаммад-хана, был назван в его честь. Он также признал ханом своего внука Мирзу Мухаммеда в возрасте 11 лет.

## Правление
Воспользовавшись падением Надира, он захватил город и убил султана, в 1747 году назначив новым султаном Мухаммеда Селим-бека бывшего наиба Селим-хана. верфи Лангаруд.
Ситуация изменилась в 1749 году, когда новый афшарский шах Ибрагим Афшар потребовал подкреплений от ханств Северного Азербайджана. Из всех ханов только хаджи Мухаммед Али-хан Ширванский покорился новому персидскому шаху. Карабахское, Шекинское, Бакинское, Сальянское ханства и Габалинский султанат, пытаясь сохранить свою независимость, вторглись в Шамаху в союзе, вынудив Хаджи Мухаммеда поклясться, что он не подчинится Афшаридам. Вскоре Хаджи Мухаммад был свергнут и заменен юзбаши, назначенным Хаджи Чалаби. Ещё одним игроком в региональной политике был авантюрист Ахмед хан Шахсеван, вождь шахсеванского племени. Он призвал ханов положить конец господству Хаджи Чалаби. Мирза Мухаммед встал на сторону Ахмед-хана, однако битва обернулась катастрофой, и Мирза Мухаммад едва спасся своей жизнью.
Чтобы избежать вторжения недавно коронованного Шахроха Афшара, он послал своего посла Хаджи Фехима в Астрахань с просьбой о защите со стороны России. Позже он вступил в союз с ханом Кубы Гусейнали в 1758 году.
В 1756 году он обручил своего сына с дочерью Ахмед-хана Шахсеванского. Однако Сальян-хан Ибрагим-хан Рудбар схватил её до брака, воспользовавшись смертью Ахмед-хана. Мирза Мухаммад-хан решил сразиться с Сальян-ханом и даже построил два моста для перехода через Куру. У нас нет сведений об итогах этого похода, видимо, он не состоялся, так как в 1757 году наследный принц Губы Фатали и его армия напали на Сальянское ханство, изгнали Ибрагим-хана и присоединили Сальян к Губе.
В следующем году в Азербайджане высадилась ещё одна угроза из Персии — Мухаммад Хасан-хан. Мирза Мухаммад сначала безуспешно пытался установить с Шахверди ханом против него, но, видя разногласия, послал своего хаджи Абдул Али с дани Мухаммеду Хасану. В качестве дополнительной меры предосторожности он нанял военно-морскую роту под руководством Джона Элтона, которая теперь имеет в своём распоряжении 3 боевых корабля и 3 торговых корабля.
Вскоре он признал сюзеренитет Фатали-хана Губинского и начал участвовать в его военных кампаниях, таких как захват замка Муджи. Он закрепил этот союз, женив своего сына на сестре Фатали хана, после того, как он практически отсутствовал в политике. Он умер 17 октября 1768 года. Его тело было перевезено и похоронено в Кербеле.